# Comté de Copiah
Le comté de Copiah est situé dans l’État du Mississippi, aux États-Unis. Il comptait 28 368 habitants en 2020. Son siège est Hazlehurst.